# András Hegedüs
András Hegedüs (ur. 31 października 1922 w Szilsárkány, zm. 23 października 1999 w Budapeszcie) – węgierski polityk komunistyczny, premier Węgierskiej Republiki Ludowej w latach 1955–1956.
Skończył szkołę wyższą w Akademii Ewangelickiej w Sopronie, po czym studiował inżynierię kolejową w Budapeszteńskim Uniwersytecie Technicznym do sierpnia 1944, gdy został skazany na areszt domowy. Podczas II wojny światowej zaangażował się w działalność w podziemnym ruchu komunistycznym. Od 1945 pracował w różnych ministerstwach w Rządzie Tymczasowym na Węgrzech, od 1948 działał w Węgierskiej Partii Pracujących. 1952-1953 sekretarz stanu w ministerstwie, następnie minister leśnictwa i rolnictwa. 18 kwietnia 1955 został mianowany premierem na miejsce odsuniętego Imre Nagya.
Po wybuchu powstania w 1956 podpisał dokument z prośbą do władz ZSRR o interwencję zbrojną i pomoc w tłumieniu „kontrrewolucji”, w związku z czym stał się najbardziej znienawidzonym człowiekiem na Węgrzech; protestujący tłum domagał się usunięcia go z urzędu premiera i zastąpienie go Imre Nagy’m. 24 października 1956 wraz z innymi „twardogłowymi” przywódcami partii komunistycznej (m.in. Ernő Gerő) uciekł z Budapesztu do Moskwy, gdzie 1957-1958 pracował na wydziale filozofii Akademii Nauk ZSRR.
W listopadzie 1956 został usunięty z partii, jednak we wrześniu 1958 przywrócono mu członkostwo, a on sam wrócił do Budapesztu. Pracował w różnych instytutach badawczych, m.in. Węgierskiej Akademii Nauk i Instytucie Ekonomicznym im. Karola Marksa. W 1968 sprzeciwił się inwazji wojsk Układu Warszawskiego na Czechosłowację, za co został odsunięty od pracy w instytucie, a w 1973 wydalony z partii w związku z poglądami ideologicznymi i politycznymi niezgodnymi z oficjalną linią partii.